# Charles de Choiseul-Praslin (1805-1847)
Pour les autres membres de la famille, voir Maison de Choiseul.
Pour l’article homonyme, voir Charles de Choiseul-Praslin.
Charles Laure Hugues Théobald de Choiseul, marquis, puis duc de Praslin, né le 29 juin 1805 à Paris où il est mort le 24 août 1847, est un homme politique français.

## Biographie
Fils du duc Charles-Félix de Choiseul-Praslin et de Charlotte Le Tonnelier de Breteuil, il devient, poussé par son beau-père, chevalier d'honneur de la duchesse d'Orléans.
Député conservateur de Seine-et-Marne de 1839 à 1842, il est admis à la Chambre des pairs en 1845.

### Vie familiale
Il épouse le 19 octobre 1824, Françoise (dite Fanny) Altaria Rosalba Sebastiani della Porta (14 avril 1807–17 août 1847), demi-sœur de l'écrivain Gustave Aimard, fille du général Sébastiani, gloire militaire de l'Empire qui devait devenir un homme politique de premier plan sous la monarchie de Juillet. Ils habitent à l'hôtel Sébastiani (détruit en 1860 pour permettre la percée de la rue de l'Élysée), chez le général : le couple occupe le rez-de-chaussée, et le général le premier étage ; les dix enfants du couple, parmi lesquels le comte Horace de Choiseul-Praslin, sont au second, mansardé. Chaque soir, le général reçoit sa fille et son gendre à dîner.
Après de bons débuts, l'union du marquis et de la marquise devient toutefois orageuse. En 1837, une séparation est envisagée par Charles, à laquelle son père s'oppose : le château de Vaux-le-Vicomte, propriété de sa famille et gouffre financier, doit être rénové grâce à la fortune de Fanny. Après la naissance de leur dernier-né, en juin 1839, Charles n'a plus de relations intimes avec Fanny, qui le vit très mal. Celle-ci, après ces nombreuses grossesses, est devenue obèse (elle pèse plus de 100 kg à sa mort, d'après les rapports d'autopsie) ; toutefois, dans ses lettres, c'est le caractère difficile de son épouse que le marquis de Praslin met en avant pour justifier leur mésentente : impatiente et colérique, Fanny ne supporte pas la moindre frustration, ayant été gâtée par sa grand-mère qui l'avait élevée. Lui redirige ses attentions sur les enfants, contrairement à sa femme qui s'y intéresse moins. Elle se plaint de sa froideur, et même si elle reconnait ses défauts, estime que les moyens conjugaux mis en œuvre pour les corriger sont trop durs ; elle lui reproche de la délaisser et de la laisser sans réponse. Maxime Du Camp interprète ainsi cette correspondance, publiée en 1847 : « Sans habileté, poursuivant son mari de ses désirs, lui écrivant vingt lettres par jour, le harassant de reproches et de souvenirs, violente et jalouse, elle représente un type assez rare, celui de la nymphomane vertueuse ».

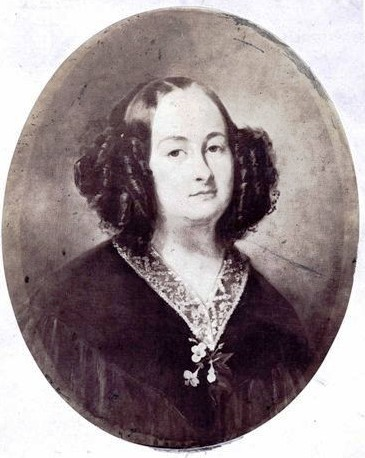
Françoise Sébastiani della Porta.

En 1839, c'est la marquise qui commence à réfléchir à la séparation, soupçonnant son mari d'avoir d'autres distractions - mais très attachée à lui, elle y renonce vite. À partir de 1840, elle n'a plus le droit de se rendre dans les appartements de son mari - et celui-ci ne vient que rarement la voir dans les siens.
Une autre version de l'histoire veut qu'à la suite d'une infidélité du duc avec une gouvernante, Henriette Deluzy, la duchesse menaçait son mari d'un procès en séparation de corps.

### Meurtre
Le duc assassina sa femme à coups de couteau le 17 août 1847, dans l'appartement qu'elle occupait. Il fut rapidement appréhendé par la police et l'enquête montra sa culpabilité. Emprisonné dans l'attente de son jugement devant la Chambre des pairs, il absorba quelques jours plus tard une forte dose d’arsenic et mourut dans sa cellule le 24 août 1847.
Cette affaire privée prit, du fait de la notoriété et de la position sociale du couple, une ampleur particulière en cette fin de Monarchie de Juillet.
L'opposition s'empara de l'affaire, dénonçant tout d'abord la corruption des mœurs dans la haute société des entours de Louis-Philippe. D'autre part, le gouvernement et la justice furent accusés d'avoir prétendu que le duc s'était suicidé, afin de pouvoir le faire libérer secrètement et lui permettre de se réfugier à l'étranger, échappant ainsi au châtiment. Suivant de peu l'affaire Teste-Cubières (où deux anciens ministres et Pairs de France furent jugés pour corruption), cette affaire fut un scandale de plus qui contribua à jeter le discrédit sur la monarchie de Juillet, préparant ainsi en partie la révolution de février 1848. À ce sujet, Victor Hugo, membre lui aussi de la Chambre des Pairs, note : « L’autre mois, l’armée a reçu son coup dans le général Cubières, la magistrature dans le président Teste ; maintenant l’ancienne noblesse reçoit le sien dans le duc de Praslin », et il ajoute : « Le peuple est exaspéré contre le duc. »
Quelques mois après l'affaire Praslin, un autre drame domestique, la tentative d'assassinat commise par le comte Hector Mortier sur la personne de sa femme, née Cordier, vint entacher encore le prestige de la noblesse.
Le duc de Choiseul-Praslin avait jadis donné pour précepteur à ses enfants un prêtre défroqué, Joseph-François Baudelaire, père du poète Charles Baudelaire.
À la suite de la création de la Deuxième République, tous les documents relatifs aux procédures dans l'affaire, ainsi que tous les autres actes de la Chambre des pairs, ont été déposés aux Archives nationales.
Une rumeur persistante et populaire a supposé que la mort de Choiseul-Praslin avait été falsifiée, et qu'il avait été autorisé à quitter le pays. Plusieurs ont affirmé qu'il avait vécu le reste de sa vie au Nicaragua. Selon le chercheur nicaraguayen Eddy Kühl, Choiseul-Praslin a survécu et s'est dirigé vers Matagalpa, où il a eu deux fils, connus localement comme Jorge et Benjamín, et trois filles : Margarita, Eva et Gertrudis. Selon cette théorie, le duc est mort en 1882 et a été enterré à Ciudad Darío. L'enquête de Kühl, publiée pour la première fois en 2000, aurait suscité l'intérêt des descendants de Choiseul-Praslin vivant en France.[réf. nécessaire]

## Postérité
Charles de Choiseul-Praslin est l'un des personnages principaux du roman All Star and Heaven Too (1938) de Rachel Field (Henriette Deluzy-Desportes était une tante par alliance de Rachel). Le roman qui se concentre sur le meurtre de la fille de Sébastiani a été adapté au cinéma 2 ans après dans un film du même nom. Le film est nommé pour le meilleur film de l'année et Barbara O'Neil est nommée pour l'Academy Award de la meilleure actrice dans un second rôle,.
L'affaire est le prétexte d'un roman historique publié en 1942 de l'écrivain anglais Marjorie Bowen (en) appelé Forget-Me-Not (ou Lucille Clery dans sa version américaine), bien que les noms des personnages soient changés. Elle a également inspiré une pièce intitulée Ruling Passions de Shaun McKenna (en) qui a été créée au Royal Theatre (Northampton) en 1995.
En 1962, la série La Caméra explore le temps consacra à ce crime l'épisode Un crime sous Louis-Philippe.

## Décoration
- Commandeur de la Légion d'honneur (3 mai 1836)